# Madhumala Chattopadhyayová
Madhumala Chattopadhyay (16. dubna 1961, Kalkata) je indická antropoložka, která se zaměřuje na domorodé obyvatelstvo Andamany a Nikobary. Chattopadhyayové a jejím kolegům se podařilo jako prvním návštěvníkům mírumilovně kontaktovat Sentinelce v roce 1991.

## Dětství a vzdělání
Chattopadhyayová se narodila ve Shibpuru, malém předměstí indické Kalkaty v Západním Bengálsku. Její otec pracoval jako účetní ve společnosti South Eastern Railway. Její matka se jmenovala Pronoti Chattopadhyayová. O původní obyvatele Andamanských ostrovů se začala zajímat, když jí bylo dvanáct let.
Vystudovala Bhabani Balika Vidyalaya v Shibpuru. Následně získala bakalářský titul (s vyznamenáním) v oboru Antropologie na Kalkatské univerzitě. Její diplomová práce nesla název Genetic Study among the Aborigines of the Andaman. Chattopadhyayová požádala o doktorandské stipendium u Anthropological Survey of India (AnSI), aby mohla provádět terénní výzkum u kmenů na Andamanských ostrovech. Úspěšně obhájila doktorát, i když se pracovníci AnSI zdráhali jí poskytnout stipendium kvůli kombinaci toho, že je žena a jednalo by se o nebezpečný výzkum. Stipendium jí nakonec bylo uděleno kvůli výborným studijním výsledkům.

## Práce v terénu
Před tím, než byla Chattopadhyayové povolena práce v terénu, museli Chattopadhyayová a její rodiče podepsat prohlášení. V prohlášení se psalo, že pracovníci AnSI vylučují jakoukoliv právní odpovědnost za zranění či zabití Chattopadhyayové při studiu nekontaktovaných národů. Celkově strávila šest let výzkumem kmenů v dané oblasti.

### Setkání se Sentinelci
Chattopadhyayová byla členkou týmu, který jako první v historii navázal mírumilovný kontakt se kmenem Sentinelců na Andamanech dne 4. ledna 1991. V té době pracovala Chattopadhyayová jako výzkumnice pro Anthropological Survey of India. Na severní sentinelský ostrov se vydala na lodi MV Tarmugli, která byla vlastněná místní samosprávou. Kromě Chattopadhyayové byly součástí týmu i  S. Awaradi (ředitel kmenové péče správy A&NI), Arun Mullick (lékař) a dalších 10 lidí, kteří tvořili podpůrný personál.
Tým navázal kontakt tím, že se k ostrovu přiblížil na menším plavidle a do vody hodil kokosové ořechy jako dárek. Do moře pro kokosy přišlo několik ozbrojených sentinelských mužů, aby je posbírali. Situace se opakovala do doby, než týmu došla zásoba kokosů. Následně se tým vrátil na hlavní loď. Průběh druhého setkání byl ovšem odlišný. Po vyhození kokosů do vody se objevil mladý sentinelský muž, který namířil natažený luk se šípem přímo proti Chattopadhyayové. Na pláži za mladíkem přišla žena a donutila ho složit zbraň. Celý tým vyvázl z potyčky bez jakéhokoliv zranění a odcestovali zpět na loď.
Při třetí cestě k ostrovu tým nezůstal ve svém plavidle. Chattopadhyayová se rozhodla skočit do vody na mělčině a předávat ořechy domorodcům z ruky do ruky. Jeden z členů posádky pořídil fotografie ostatních výzkumníků  předávajících kokosové ořechy ostrovanům. Snímky se následně šířily tiskem. Spisovatel Vishvajit Pandya poznamenal, že tyto fotografie přiměly veřejnost přehodnotit svůj mentální obraz Sentinelců.
Další výzkumná expedice zamiříla k ostrovu 21. února téhož roku. Skupina byla početnější oproti prvnímu týmu vědců. Setkání druhé skupiny badatelů se uskutečnilo tak, že je neozbrojení Sentinelci viděli se k ostrovu přibližovat. Následně se domorodci doplavili k lodím vědců a odnesli si kokosy sami. Chattopadhyayová k výzkumu Sentilenců poznamenala: „Cítíš, že jsi tam, abys studoval, ale ve skutečnosti jsou to oni, kdo tě studují. Jsi cizinec v jejich zemích.“ K chování domorodců vůči ní vypozorovala: „Nikdy za mých šest let, kdy jsem sama bádala u kmenů Andamanů, se žádný muž ke mně nikdy nechoval špatně. Kmeny jsou technologicky primitivní, ale celospolečensky jsou daleko před námi.“ Představitelé indické vlády později zakázali jakékoliv další expedice kvůli obavám z přenosu infekčních nemocí od badatelů k domorodcům při častém setkávání.
Chattopadhyayová při rozhovoru pro National Geographic Magazine odrazovala od dalšího kontaktování Sentinelců o dekádu později se slovy: „Kmeny žijí na ostrovech po staletí bez jakýchkoliv problémů. Jejich potíže začaly ve chvíli, co se dostaly do kontaktu s cizinci... Kmeny na ostrovech nepotřebují cizince, aby je chránili. To, co potřebují, je, aby je nechali na pokoji.“ Dále argumentovala, že obyvatelé z Andamanských ostrovů trpěli při britské okupaci. Indové by dle Chattopadhyayové neměli udělat stejnou chybu a snažit o asimilaci se Sentinelci.

### Pozorování kmenu Aong (Jarawa)
Chattopadhyayová byla součástí týmu, který se v roce 1991 vydal studovat kmen Aong. Zástupcům indické vlády se podařilo navázat přátelské vztahy s Aongem už v roce 1975. Avšak oficiálně měly ženy kmen zakázáno kontaktovat, protože předešlé návštěvnice byly fyzicky napadeny. Při příjezdu na ostrov proto Chattopadhyayová zůstala na člunu, když se její mužští kolegové vydali přes mělčinu směrem k domorodcům.
Zanedlouho po vstupu mužských návštěvníku na ostrov se objevila skupina aongských žen na pláži. Ženský kolektiv začal na Chattopadhyayovou volat a naznačovat, aby se vydala k nim na ostrov. Chattopadhyayová ovládala kmenový jazyk, takže byla schopná rozumět jejich řečem. Když se Chattopadhyayová přiblížila se člunem blíže k ostrovu, na plavidlo se dopravila skupina pěti aongských mužů a jedna členka kmene. Aongská žena se posadila vedle Chattopadhyayové, která ji objala. Další ženy z kmene ji přivítaly, když se dostala na břeh.

### Práce s kmenem Onge
Chattopadhyayová byla při práci s kmenem Onge zvaná jako Debotobeti, což znamená doktor v tamějším jazyce. Sama kontrolovala zdravotní stav domorodců a odebírala jím krev pro svůj výzkum. Při studiu kmene ovládala Chattopadhyayová kmenový jazyk. Novozélanská antropoložka Sita Venkateswa, která pracovala se stejnou domorodou skupinou jako Chattopadhyayová, připodobnila chování Chattopadhyayové k Florence Nightingalové díky její snaze působit na okolí jako lékař.

### Práce na ostrově Car Nicobar
Chattopadhyayová pracovala také se dvěma domorodými skupinami na ostrově Car Nicobar, Šompeny a Nikobařany. Její kniha Tribes of Car Nicobar a články v časopisech jsou používány jako standardní referenční texty na univerzitách po celém světě.

## Pozdější kariéra
Chattopadhyayová pracovala jako administrativní pracovnice pro Ministerstvo sociální spravedlnosti a zmocnění v Novém Dilí, kde i žila v roce 2015. V uvedeném období se již nevěnovala práci v terénu. I přesto se o životní podmínky domorodců v oblasti zajímala i dále. Novináři se na ni obrátili v roce 2018, aby okomentovala zabití misionáře Johna Allena Chaua. Chattopadhyayová reagovala slovy: „Snažil se (Chau) rozšířit křesťanství v této oblasti. Sentinelci a další kmeny nemusí být utlačovány náboženstvím, protože to v nich budí nepřátelství vůči cizincům.“